# Johann Gottfried Bernhard Bach
Johann Gottfried Bernhard Bach (1715–1739) fue un organista alemán.
Cuarto hijo de Johann Sebastian Bach y Maria Barbara Bach, nació en Weimar, estudió en Leipzig. Trabajó primero como organista en Mühlhausen en 1735 y después sirvió en Sangerhausen. En 1738, abandonó su carrera como músico para estudiar derecho en Jena; luego desapareció de esta ciudad huyendo de sus numerosas deudas. Murió prematuramente a los 24 años.
- Datos: Q470198